# Coenosia simulans
Coenosia simulans är en tvåvingeart som först beskrevs av Paterson 1956.  Coenosia simulans ingår i släktet Coenosia och familjen husflugor. Inga underarter finns listade i Catalogue of Life.